# San Anselmo
San Anselmo ist eine Stadt in Marin County im US-Bundesstaat Kalifornien mit 12.830 Einwohnern (Stand: 2020). Die geographischen Koordinaten sind: 37° 58′ 48" Nord, 122° 34′ 5" West. Das Stadtgebiet hat eine Größe von 7,1 km². Die Stadt liegt etwa 30 km nördlich von San Francisco. Benannt wurde sie nach den katholischen Heiligen "San Anselmo".

## Persönlichkeiten

### Söhne und Töchter der Stadt
- Justin England (* 1978), Straßenradrennfahrer
- Dylan Woodhead (* 1998), Wasserballspieler

### Persönlichkeiten mit Bezug zur Stadt
- Mary Ann Shaffer (1934–2008), Schriftstellerin; starb in San Anselmo